# Acacia dorsenna
Acacia dorsenna é uma espécie de leguminosa do gênero Acacia, pertencente à família Fabaceae.